# Sylvia Pille-Steppat
Sylvia Pille-Steppat (* 12. Oktober 1967 in Stuttgart, Deutschland) ist eine deutsche Architektin, Marathonläuferin und Pararuderin. Sie war 1998 und 2002 in Hamburg die schnellste Marathonläuferin.

## Leben
Pille-Steppat ist Architektin und unterrichtet als Dozentin in der Erwachsenenbildung im Bereich Immobilienwirtschaft. Sie ist verheiratet und hat zwei Kinder.

## Sportliche Karriere
1995 war sie deutsche Vizemeisterin im Marathon. 1998 und 2002 gewann sie den Hamburg-Marathon, den sie 2009 das letzte Mal lief. 2008 erhielt sie die Diagnose Multiple Sklerose und durch zunehmende spastische Lähmungen in den Beinen ist sie auf die Rollstuhlbenutzung angewiesen. 2015 startete sie mit dem Handbike wieder beim Hamburg Marathon und wurde in ihrer Altersklasse Dritte.
Seit 2013 ist sie im Rudersport aktiv, wo sie mit ihrer Mannschaft am Ergo Cup in Berlin teilnahm. 2014 wurde sie Mitglied im Wilhelmsburger Ruderclub in Hamburg. Bei der Weltmeisterschaft 2014 belegte sie im Zweier-Mix den neunten Platz. Nachdem ihr Ruderpartner seine Ruderkarriere beendet hatte, wurde sie neu klassifiziert. Sie wechselte in die AS-Klasse, wo nur die Arme und Schultern die Ruderbewegungen ausführen. Seitdem rudert sie auf Wettkämpfen im Einzelboot.
Bei den Para Rudern-Weltmeisterschaften 2019 in Linz belegte sie den fünften Platz und sicherte damit einen Nationenstartplatz für die Paralympischen Spiele 2020 in Tokio.
Bei den Ruder-Europameisterschaften 2020 im Para-Rudern in Posen gewann sie im Einer Bronze.

## Erfolge
- 2014: Ruder-Weltmeisterschaften in Amstelveen, Niederlande: TAMix2x 9
- 2015: Ruder-Weltmeisterschaften auf dem Lac d’Aiguebelette in Savoyen: ASW1x 10
- 2017: Weltmeisterschaften in Sarasota-Bradenton, Florida: 3. Platz Finale A | Para-Frauen-Einer (PR1 W1x)
- 2018: Weltmeisterschaften in Linz-Ottensheim: 4. Platz Finale A | Para-Frauen-Einer (PR1 W1x)
- 2019: Weltmeisterschaften: 5. Platz Finale A | Para-Frauen-Einer (PR1 W1x)
- 2020: Europameisterschaften: 3. Platz Finale A | Para-Frauen-Einer (PR1 W1x)